# Demolition Derby (attractie)
Een Demolition Derby is een spin 'n puke die veel weg heeft van een theekopjesattractie. Het attractietype is ontworpen door het Italiaanse bedrijf Zamperla en is gebaseerd op de autosport figuur 8-racing.

## Bouw en werking
Het verschil met een theekopjesattractie is dat er (minstens) twee kleinere draaischijven aanwezig zijn in plaats van één grote met een aantal kleinere. Deze draaischijven liggen tegen elkaar aan, waardoor de vorm van een acht ontstaat. De karretjes waar bezoekers in zitten, bevinden zich aan de rand van de draaischijf. Echter zijn de karretjes dusdanig ontworpen dat ze kunnen wisselen van draaischijf. Dit komt erop neer dat, wanneer de attractie in beweging komt, de karretjes een route afleggen in de vorm van een acht. Hierdoor kruisen alle karretjes elkaar tijdens de rit gelijkvloers, waardoor een "bijna-botsing-effect" wordt opgewekt. Tevens kan elk karretje afzonderlijk 360 graden om zijn eigen as draaien.